# Internacionalismo
O internacionalismo é um princípio político que advoga uma maior cooperação política ou económica entre Estados e nações. Está associado a outros movimentos e ideologias políticas, mas pode também reflectir uma doutrina, sistema de crenças, ou movimento em si mesmo.
Os defensores do internacionalismo são conhecidos como internacionalistas e geralmente acreditam que os seres humanos devem unir-se para além das fronteiras nacionais, políticas, culturais, raciais ou de classe para fazer avançar os seus interesses comuns, ou que os governos devem cooperar porque os seus interesses mútuos a longo prazo são de maior importância do que as suas disputas a curto prazo.
Frequentemente, é associado à esquerda política.

## Socialismo
O internacionalismo é uma componente importante da teoria política socialista, baseada no princípio de que as pessoas da classe trabalhadora de todos os países devem unir-se para além das fronteiras nacionais e opor-se activamente ao nacionalismo e à guerra, para derrubar o capitalismo (ver entrada sobre o internacionalismo proletário). Neste sentido, a compreensão socialista do internacionalismo está intimamente relacionada com o conceito de solidariedade internacional.
Pensadores socialistas como Karl Marx, Friedrich Engels, e Vladimir Lenin argumentam que a classe económica, e não a nacionalidade, raça ou cultura, é a principal força que divide as pessoas na sociedade, e que a ideologia nacionalista é um instrumento de propaganda da classe económica dominante de uma sociedade. Nesta perspectiva, é do interesse da classe dominante promover o nacionalismo a fim de esconder os conflitos de classe inerentes a uma dada sociedade (tal como a exploração dos trabalhadores pelos capitalistas para obtenção de lucro). Portanto, os socialistas vêem o nacionalismo como uma forma de controlo ideológico resultante de um determinado modo de produção económica da sociedade (ver ideologia dominante).
Desde o século XIX, organizações políticas socialistas e sindicatos radicais, tais como os Trabalhadores Industriais do Mundo, têm promovido ideologias internacionalistas e procuraram organizar os trabalhadores para além das fronteiras nacionais, a fim de alcançar melhorias nas condições de trabalho e fazer avançar várias formas de democracia industrial. A Primeira, Segunda, Terceira e Quarta Internacionais foram agrupamentos políticos socialistas que procuraram fazer avançar a revolução dos trabalhadores em todo o mundo e alcançar o socialismo internacional (ver revolução mundial).
O internacionalismo socialista é anti-imperialista, e por isso apoia a libertação dos povos de todas as formas de colonialismo e dominação estrangeira, e o direito das nações à autodeterminação. Por conseguinte, os socialistas alinharam-se muitas vezes politicamente com movimentos de independência anti-colonial, e opuseram-se activamente à exploração de um país por outro.
Uma vez que a guerra é entendida na teoria socialista como um produto geral das leis da concorrência económica inerentes ao capitalismo (ou seja, a competição entre capitalistas e os seus respectivos governos nacionais pelos recursos naturais e domínio económico), as ideologias liberais que promovem o capitalismo internacional e o "comércio livre", mesmo que por vezes falem em termos positivos de cooperação internacional, estão, do ponto de vista socialista, enraizadas nas próprias forças económicas que conduzem ao conflito mundial. Na teoria socialista, a paz mundial só pode vir quando a competição económica tiver terminado e as divisões de classe dentro da sociedade tiverem deixado de existir. Esta ideia foi expressa em 1848 por Karl Marx e Friedrich Engels no Manifesto do Partido Comunista:
   Na proporção em que a exploração de um indivíduo por outro também será posto um fim, a exploração de uma nação por outra também será posto um fim. Na proporção em que o antagonismo entre classes dentro da nação desaparece, a hostilidade de uma nação para outra chegará ao fim.
A ideia foi reiterada mais tarde por Lenine e avançou como a política oficial do partido bolchevique durante a Primeira Guerra Mundial:
   Os socialistas sempre condenaram a guerra entre nações como bárbara e brutal. Mas a nossa atitude em relação à guerra é fundamentalmente diferente da dos pacifistas burgueses (apoiantes e defensores da paz) e dos anarquistas. Diferenciamo-nos dos primeiros porque compreendemos a ligação inevitável entre as guerras e a luta de classes dentro do país; compreendemos que a guerra não pode ser abolida a menos que as classes sejam abolidas e que o socialismo seja criado.